# 남쪽물고기자리 베타
남쪽물고기자리 베타는 남쪽물고기자리에 있는 쌍성계다. 겉보기 등급은 +4.29로 맨눈으로 볼 수 있다. 지구에서 바라본 연주시차가 22.84밀리각초이므로 태양으로부터의 거리는 143광년이다.
Oblak (1978)은 이것을 삼중성계로 식별했지만 후속 출처에서는 쌍성계로 나열했다. 주성인 A는 A1V로 분류되는 백색 A형 주계열성이다. 질량은 태양질량의 2.3배, 반지름은 태양 반지름의 2.1배로 추정된다. 광구에서 방출하는 빛의 밝기는 태양 광도의 37배로 유효온도는 9,638 켈빈이다. 겉보기 등급 7.8의 동반성 B는 A2V형의 주계열성이고 주성으로부터 30.3각초 떨어져 있다.
남쪽물고기자리 베타는 초속 14.4km의 속도로 은하계를 통과하고 있다. 이는 우리 태양과 비슷한 수치이다. 이 별의 예상되는 은하 공전 궤도는 은하 중심으로부터 7,328 파섹 (23,901 ly) ~ 8,697 파섹 (28,366 ly) 거리를 오간다.
남쪽물고기자리 델타 및 남쪽물고기자리 제타와 함께 동아시아의 별자리에서 천강(天綱)을 이룬다.